# 個人出版

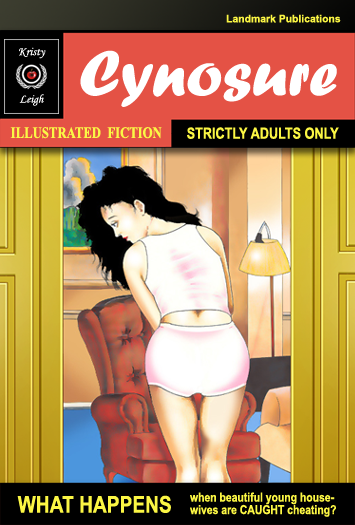

個人出版，是指书籍或其他的媒體的出版，是由創作者而不是第三方出版社进行的。雖然以銷售量看，這種出版模式在出版產業中佔的比例不大，但是它已經存在了數個世紀，並且因為出版相關技術——諸如影印機、桌面出版系統、隨選列印、網際網路等——進步而日益活躍。DIY運動、部落格等文化現象也對個人出版的進展有所貢獻。